# Ялинкувате
Ялинкува́те — село в Україні, у Славській селищній громаді, Стрийського району, Львівської області. Населення становить 569 осіб. Орган місцевого самоврядування — Славська селищна громада.

## Географія
Село є найпівденнішим населеним пунктом Львівської області (Межує з селом Новоселиця Закарпатської області).
Селом протікає річка Ялинковата.

## Історія
Під час Другої світової війни тут відбувся бій між УПА та угорськими військами. 22 серпня 1944 повстанці спробували роззброїти групу угорських солдатів, проте мадяри чинили запеклий опір, змусивши повстанців відступити.

## Населення
Згідно з переписом УРСР 1989 року, чисельність наявного населення села становила 569 осіб, з яких 265 чоловіків та 304 жінки.
За переписом населення України 2001 року, в селі мешкало 558 осіб. 100 % населення вказало своєю рідною мовою українську.

## Відомі люди
- Костелина Лука Ількович — український громадський діяч у діаспорі.
- Сокіл Василь Васильович — український науковець, фольклорист, професор, завідувач відділу фольклористики Інституту народознавства НАН України (2003-2025). Заслужений діяч науки і техніки України[5].